# Mickey occhi blu
(Tagline del film)
Mickey occhi blu (Mickey Blue Eyes) è un film del 1999 diretto da Kelly Makin con Hugh Grant.

## Trama
Michael Felgate è un inglese trasferitosi a New York, che lavora come manager per la galleria d'arte Cromwell's. Fidanzato con Gina Vitale, le chiede di sposarlo ma lei rifiuta spiegandogli disperata che suo padre Frank e molti dei suoi cugini e zii sono gangster da tempo affiliati ad una famiglia mafiosa e teme che Michael possa essere coinvolto nei loro loschi affari. Michael le assicura che non si farà coinvolgere in alcun modo, ma proprio alla festa di fidanzamento viene coinvolto nel contrabbando di denaro riciclato e ben presto l'FBI gli starà alle costole.

## Curiosità
- Il titolo del film è dovuto al soprannome con cui Michael, costretto a vestire i panni del gangster, si fa chiamare dai malavitosi: Kansas City little big Mickey blue eyes. Il nome nasce con l'esigenza di far passare per gangster Michael, così Frank inizialmente afferma che il suo nome è "Big Mickey" di Kansas City, che però, come gli fanno notare, è il nome di un boss morto, ecco che Frank afferma che lui è suo figlio "Little big Mickey", che però è il nome di un gangster di Chicago, ecco che allora nasce il nome "Little big Mickey blue eyes" di Kansas City.
- La band che suona in bisteccheria esegue un riarrangiamento del tema de La strada, di Fellini.
- Il finale "The the end" è dovuto al nome del locale di Frank Vitale "The la trattoria", che, come fa notare Michael alla compagna Gina durante la cena in cui le chiede la mano, significa "La la trattoria".